# Nazionale maschile under 18 di baseball del Belgio
La nazionale maschile under 18 di baseball belga rappresenta il Belgio nelle competizioni internazionali di baseball, di età non superiore ai diciotto anni.

## Piazzamenti

### Europei
- 1978:  3°
- 1980:  2°
- 1992:  3°